# Laupeni csata
A laupeni csatát Bern és szövetségesei vívták Fribourg és támogatói ellen 1339. június 21-én. Fribourg szövetségesei között volt mások mellett a Burgundi Hercegség.

## Előzmények
1339-ben Bern volt a legfontosabb és legnagyobb városi közösség a mai Svájc területén. Folyamatos növekedése és lehetséges csatlakozása az Ósvájci Konföderációhoz fenyegetően hatott ellenfeleire, Fribourgra, Burgundiára, Waadtra, Aarburgra, Greyerzre, Valenginre és Neuenburgre. A szövetség 1339. június 9-én megkezdte a Berntől mintegy 15 kilométerre délnyugatra fekvő Laupen ostromát.
Bern segítséget kért az Ósvájci Szövetség alapítóitól, szövetséget és anyagi ellenszolgáltatást ígérve. Mivel a kantonok sem akarták, hogy nőjön a burgundiai befolyás, segítséget nyújtottak Bernnek. Seregük az erdők rejtekében vonult Laupen felé, amelyet sikerült titokban megközelíteniük. Az egyesült csapatokat a berni Rudolf von Erlach vezette. Nagyjából hétezren lehettek, közülük hatezren Bernből. Az ellenség létszáma 12 ezer gyalogos és ezer nehézlovas körül volt.

## Az ütközet
Erlach a kantonok alabárdos katonáit a balszárnyon, az erdő előtt helyezte el, a Bamberg felé nyúló szelíd lejtő gerincén. Középen a berni lándzsások három falanxa állt, mindegyik 30 ember széles és 30 ember mély. A jobbszárnyon a berniek 40x50-es alakzata állt. Az első sorok előtt és az alakzatok között maroknyi számszeríjász és lövész kapott helyet. A svájciak, hogy megkülönböztessék magukat az ellenségtől, fehér keresztet varrtak a ruhájukra, amely később az ország szimbóluma lett.
A burgundiaiak parancsnokát, Gerard grófot váratlanul érte a berni csapatok érkezése, de míg azok védelmi pozíciót vettek fel, volt ideje saját csapatait összegyűjteni. Ezer lovasát a kantonok alabárdosaival szemben állította fel, bízva abban, hogy a gyenge emelkedő nem okoz gondot nekik, és miután szétkergetik a gyalogosokat, a központi alakzatok ellen fordulhatnak. A 12 ezer nehézgyalogos a centrumba és a balszárnyra került. A centrumban  a fribourgiak tapasztalt, jól felszerelt alakulata állt, míg a bal szélen a kevésbé fegyelmezett alakulatokat helyezték el.
Késő délután a burgundiaiak és szövetségeseik elindultak a svájci csapatok felé, felfelé az emelkedőn. Erlach előreparancsolta az íjászokat és lövészeket, hogy fogadják a támadókat. Az íjászok néhány kisebb összecsapás után a falanxokon keresztül vonultak vissza. Ettől megzavarodott a második berni oszlop néhány sora, és az erdőben keresett menedéket. Erlach parancsot adott az előrenyomulásra.
A lovasok első támadását a kantonok egysége visszaverte, majd sündisznóalakzatot vett fel, és elhárította a lovasok újabb rohamait is. Idővel azonban szorongatott helyzetbe kerültek, mert a támadásban kiváló alabárdok túl rövidek voltak a lovagok lándzsáihoz képest, így azok „hatótávolságukon” kívülről támadtak. A berniek szétszórták a fribourgi nehézgyalogságot, majd Erlich kilencvenfokos fordulatot rendelt el, és oldalról-hátulról megtámadta a nehézlovasságot, amely hamar menekülésre fogta. A csatában 1500 burgundi és szövetségese esett el, köztük három gróf, nyolcvan báró és zászlóhordozó. A svájci vereség elhanyagolható volt. A halottak nagyrészt a kantonok katonái közül kerültek ki.